# ابن توما
ابن توما هو أمين الدولة أبو الكرم، صاعد بن هبة الله بن توما، طبيب مشهور، دخل في خدمة الناصر لدين الله. قال ابن العبري: «كان فاضلاً حسن العلاج، كثير الإصابة. وكان من ذوي المروءات، قضيت على يده حاجات. تقدم في أيام الناصر إلى أن صار في منزلة الوزراء، واستوثقه على حفظ أمواله وخواصه»، تاركاً ما يقرب من أربعين مصنفاً بين كتاب ورسالة.